# Anolis pygmaeus
Anolis pygmaeus (чіапаський карликовий аноліс) — вид ігуаноподібних ящірок родини анолісових (Dactyloidae). Мешкає в Мексиці і Гватемалі.

## Поширення і екологія
Чіапаські карликові аноліси мешкають в регіоні Очоте на південному сході мексиканського штату Чіапас та на заході Гватемали. Вони живуть в тропічних лісах, на висоті від 500 до 700 м над рівнем моря.

## Збереження
МСОП класифікує цей вид такий, що перебуває під загрозою зникнення. Anolis pygmaeus загрожує знищення природного середовища.